# 图根
图根（德語：Tuggen）是瑞士联邦施维茨州马尔希区的市镇。该市镇面积为15.3平方千米，海拔高度409米，2018年12月31日人口数为3,309。